# Teenage Love Affair
Teenage Love Affair este cel de-al treilea disc single extras de pe albumul As I Am, al cântăreței de origine americană, Alicia Keys. A fost lansat în Europa la data de 19 martie a anului 2008. Beneficiind de promovare adiacentă lansării, cântecul s-a bucurat de succes moderat în țările vorbitoare de limba engleză, sporind popularitatea albumului de proveniență.
Melodia a fost apreciată de către revista Rolling Stone, care a inclus-o pe poziția cu numărul douăzeci și trei în topul celor mai bune melodii din 2007. În ciuda recenziilor favorabile primite, Teenage Love Affair a fost un eșec comercial în S.U.A., unde în clasamentul celor mai difuzate melodii piesa a obținut poziția cu numărul 62, cea mai slabă din cariera interpretei. În România, single-ul a promovat foarte slab, ajungând doar pe locul 99 din 100.